# إد بيغلي
إد بيغلي (بالإنجليزية: Ed Begley)‏ (و. 1901 – 1970 م) هو ممثل مسرحي، وممثل أفلام، وممثل تلفزيوني، من الولايات المتحدة الأمريكية، ولد في هارتفورد، كونيتيكت، توفي في هوليوود، كاليفورنيا، عن عمر يناهز 69 عاماً، بسبب نوبة قلبية.

## جوائز وترشيحات
حصل على جوائز منها:
- جائزة الأوسكار لأفضل ممثل مساعد، عن عمل: طائر الشباب الجميل (1962)
- جائزة توني لأفضل ممثل في مسرحية  [لغات أخرى]‏ (1956).

ترشح لـ:
- جائزة الأوسكار لأفضل ممثل مساعد، عن عمل: طائر الشباب الجميل.

## وصلات خارجية
- إد بيغلي على موقع IMDb (الإنجليزية)
- إد بيغلي على موقع ميتاكريتيك (الإنجليزية)
- إد بيغلي على موقع الموسوعة البريطانية (الإنجليزية)
- إد بيغلي على موقع روتن توميتوز (الإنجليزية)
- إد بيغلي على موقع قاعدة بيانات الأفلام العربية
- إد بيغلي على موقع ألو سيني (الفرنسية)
- إد بيغلي على موقع ميوزك برينز (الإنجليزية)
- إد بيغلي على موقع تيرنر كلاسيك موفيز (الإنجليزية)
- إد بيغلي على موقع أول موفي (الإنجليزية)
- إد بيغلي على موقع قاعدة بيانات برودواي على الإنترنت (الإنجليزية)
- إد بيغلي على موقع قاعدة بيانات برودواي على الإنترنت (الإنجليزية)